# Yomou (prefectura de Guinea)
Yomou es una prefectura de la región de Nzérékoré de Guinea, con una población censada en marzo de 2014 de 114 371 habitantes. Está formada por las siguientes subprefecturas, que igualmente se muestran con población censada en marzo de 2014:
- Banié 11,818
- Bheeta 10,560
- Bignamou 14,859
- Bowé 14,294
- Diécké 31,799
- Péla 15,881
- Yomou 15,160[1]